# Ново-Село (Албанія)
Ново-Село (алб. Novoseja) — село на північному сході Албанії.

## Географія
Входить до складу громади Шіштевац округу Кукес на південних схилах гори Коритник. Розташоване в албанській частині історичної області Гора.
Ново Село знаходиться менш ніж в півтора кілометрах на захід від горанского села Шіштевац.

## Історія
Після Другої Балканської війни 1913 року частина території Гори, на якій розташоване село Ново-Село, була передана Албанії. У 1916 році під час експедиції в Македонію і Поморав'є село відвідав болгарський мовознавець Стефан Младенов. Згідно з його дослідженням раніше жителями Ново-Село були горанці — ісламізована етнічна група слов'янського походження, які до початку XX століття були повністю албанізовані.
Згідно з рапортом головного інспектора-організатора болгарських церковних шкіл в Албанії Сребрена Поппетрова, складеним в 1930 році, у селі Ново-Село налічувалося близько 170 будинків.

## Економіка
Основу економіки села складає рослинництво та тваринництво. Основною сільськогосподарською культурою є картопля. В останні роки помітна тенденція до збільшення поголів'я худоби (корів та овець). Є перспектива для розвитку гірського зеленого туризму.